# Andrewsianthus perigonialis
Andrewsianthus perigonialis là một loài rêu tản trong họ Jungermanniaceae. Loài này được (Hook. & Taylor) R.M. Schust. mô tả khoa học lần đầu tiên năm 2002.